# Brutal Truth
I Brutal Truth sono stati un gruppo musicale grindcore statunitense, fondato da Dan Lilker a Rochester nel 1990. La band si sciolse nel 1998, riprendendo l'attività nel 2006 e continuandola fino al 2014; sono considerati fra i pionieri del grindcore, e riuscirono ad avere un certo successo internazionale, anche in paesi come Giappone e Australia.

## Storia del gruppo

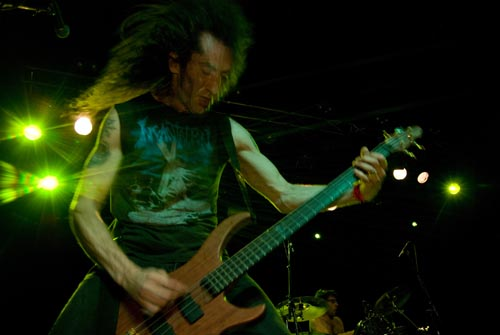
Dan Lilker con i Brutal Truth

Inizialmente sotto contratto con la Earache Records, con la quale pubblicarono 2 dischi, Extreme Conditions Demand Extreme Responses, e Need to Control, un EP intitolato Perpetual Conversions, e un 7" per la canzone Godplayer.
I Brutal Truth finirono la loro carriera con la Relapse Records, conosciuta per la sua grande scuderia di gruppi grindcore. Con la Relapse pubblicarono il mini Kill Trend Suicide, l'album Sounds of the Animal Kingdom, ed il doppio CD live Goodbye Cruel World!. Il gruppo ha pubblicato anche diversi split su etichette minori, ma la maggior parte di questi sono fuori stampa e difficilissimi da trovare.
Nel 2001, i Brutal Truth entrarono nel Guinness dei primati per aver registrato il video musicale più corto di tutti i tempi, Collateral Damage, la cui durata è di 2,18 secondi e consiste di 48 immagini in rapida successione, seguite da un'esplosione.
Il batterista Rich Hoak è attualmente il cantante e batterista di un nuovo progetto, chiamato Total Fucking Destruction. Kevin Sharp ha pubblicato l'album Venomous Concept nel 2004.

## Formazione

### Ultima
- Rich Hoak - batteria (1994-1998, 2006-2014)
- Dan Lilker - basso (1990-1998, 2006-2014)
- Dan O'Hare - chitarra (2013-2014)
- Kevin Sharp - voce (1990-1998, 2006-2014)

### Ex componenti
- Scott Lewis - batteria (1990-1993)
- Brent McCarty - chitarra (1990-1998)
- Jody Roberts - chitarra (2006-2007)
- Erik Burke - chitarra (2007-2013)

## Discografia

### Album in studio
- 1992 - Extreme Conditions Demand Extreme Responses
- 1994 - Need to Control
- 1996 - Kill Trend Suicide
- 1997 - Sounds of the Animal Kingdom
- 2009 - Evolution Through Revolution
- 2011 - End Time

### Demo
- 1990 - Birth of Ignorance
- 1991 - Demo

### Album live
- 2009 - Evolution in One Take: For Grindfreaks Only! Volume 2

### EP
- 1992 - Perpentual Conversion
- 1992 - Ill Neglect
- 1996 - Machine Parts
- 2000 - For Drug Crazed Grindfreaks Only!
- 2008 - Round Two

### Singoli
- 1993 - Perpentual Conversion
- 1996 - Godplayer
- 2010 - Decibel Flexi Series 1

### Raccolte
- 1999 - Goodbye Cruel World!

### Split album
- 1996 - Brutal Truth / Spazz
- 1996 - How-++-Harry Lauders Walking Stick Tree / Zodiac
- 1997 - Brutal Truth / Converge
- 1997 - Brutal Truth / Rapture
- 1999 - Brutal Truth / Violent Society
- 2007 - Table for Two
- 2007 - Brutal Truth / Narcosis / Total Fucking Destruction
- 2009 - First United Meth Church

### DVD
- 2009 - For the Ugly and Unwanted - This is Grindcore